# 黑毛
黑毛（德語：Hemau，發音：[ˈheːmaʊ] ⓘ）是德国巴伐利亚州上普法尔茨行政区雷根斯堡县的城市，面积122.33平方千米，2023年12月31日人口为9,700人。